# ماجالایا
ماجالایا (اندونزیایی: Majalaya) شهری در استان جاوه غربی کشور اندونزی است. جمعیت این شهر بر اساس سرشماری سال ۱۹۹۰ میلادی، ۹۳٫۱۷۹ نفر و بر اساس سرشماری سال ۲۰۰۰ میلادی، ۱۷۱٫۲۵۲ بوده که در سال ۲۰۰۷ میلادی به ۲۵۳٫۸۵۳ نفر افزایش یافته‌است.